# Frank Sauter
Frank Sauter (* 26. September 1958 in Kassel) ist ein deutscher Politiker (CDU).

## Leben und Beruf
Nach dem Abitur 1977 durchlief Sauter zunächst als Soldat auf Zeit bei der Bundeswehr die Ausbildung zum Reserveoffizier. Anschließend absolvierte er ab 1979 ein Studium an der Fachhochschule für Verwaltung und Dienstleistung in Altenholz, welches er 1982 als Diplom-Finanzwirt (FH) beendete. Danach war er im gehobenen Dienst der Finanzverwaltung Schleswig-Holstein bei der Steuerfahndung tätig. Seit 1990 ist er selbständiger Steuerberater.
Frank Sauter ist verheiratet und hat drei Kinder, davon zwei aus erster Ehe. Er wohnt in Stockelsdorf bei Lübeck.

## Partei
Sauter trat schon als Schüler 1972 in die Junge Union und 1975 auch in die CDU ein. Er war von 1986 bis 1990 und von 2002 bis 2009 Vorsitzender des CDU-Kreisverbandes Lübeck.

## Abgeordneter
Von 1990 bis 1992 gehörte er der Bürgerschaft der Stadt Lübeck an.
Sauter war erstmals von 1992 bis 1996 Mitglied des Landtages von Schleswig-Holstein. Am 28. April 2005 wurde er als Nachrücker für den ausgeschiedenen Abgeordneten Jost de Jager bis 2009 erneut Mitglied des Landtages. Er war Vorsitzender des Fraktionsarbeitskreises Finanzen und gehörte auch dem Vorstand der CDU-Landtagsfraktion an. Außerdem war er Fachsprecher der CDU-Fraktion für den Bereich Beteiligungsausschuss.
Frank Sauter zog stets über die Landesliste in den Landtag ein.